# تیس (ناحیه هاولیتشکوف برود)
تیس (به چکی: Tis) یک منطقهٔ مسکونی در جمهوری چک است که در ناحیه هاولیتشکوف برود واقع شده‌است. تیس ۱۴٫۱۱ کیلومتر مربع مساحت و ۳۵۸ نفر جمعیت دارد و ۵۴۵ متر بالاتر از سطح دریا واقع شده‌است.